# Placar
Placar – wieś w Słowenii, w gminie Destrnik. W 2018 roku liczyła 258 mieszkańców.